# هوم کردیت
هوم کردیت (انگلیسی: Home Credit) شرکت خدمات مالی هلندی است، که در سال ۱۹۹۷ تأسیس شد.